# Pèrdues de commutació
Com a pèrdues de commutació, en electrònica, especialment en electrònica de potència i tecnologia digital, són l'energia elèctrica que es converteix en un interruptor semiconductor quan s'encén i s'apaga i, per tant, es produeixen pèrdues.

Circuit d'un MOSFET amb càrrega òhmica

Juntament amb les pèrdues per conducció (la pèrdua de calor actual que es produeix durant la fase conductora de l'interruptor electrònic), les pèrdues de commutació donen lloc a la pèrdua total de potència que es produeix en un interruptor de semiconductor.

## Causa i esdeveniment
L'energia elèctrica es defineix com el producte del corrent i la tensió. Si un interruptor de semiconductor es troba en estat de bloqueig, la tensió que cau a través d'ell és màxima, però el corrent a través de l'interruptor és zero a causa de l'estat de bloqueig. En conseqüència, no s'implementa cap energia al commutador. Si l'interruptor està en estat conductor, el corrent que flueix a través de l'interruptor és màxim, però la tensió a través de l'interruptor és mínima, idealment zero. Això significa que gairebé no es converteix cap potència a l'interruptor, fins i tot en estat conductor. La potència que es produeix a causa de la tensió residual mínima de l'interruptor de semiconductor quan està encès correspon a les pèrdues directes.

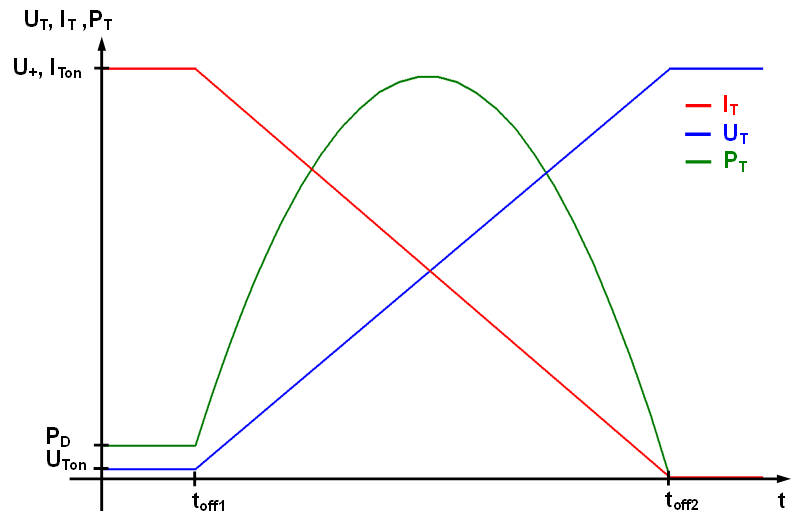
Representació de les relacions de corrent, tensió i potència en apagar un MOSFET amb una càrrega resistiva

Entre aquests dos mínims de pèrdua de potència, és a dir, en el temps en què l'interruptor de semiconductor no està completament bloquejant ni conduint completament, ni la tensió a l'interruptor ni el corrent a través de l'interruptor són zero, la qual cosa significa que s'implementa una potència significativament més alta a l'interruptor. canviar durant el procés de canvi.
Atès que tots els elements de commutació electrònica, com ara transistors bipolars, transistors d'efecte de camp, díodes o tiristors, tenen un temps de commutació finit, és a dir, no poden canviar instantàniament de l'estat de conducció a l'estat de bloqueig i viceversa, quan es canvia, l'àrea en la qual tant el voltatge i el corrent no és zero i s'implementa la pèrdua de potència. La raó per la qual el temps de commutació dels interruptors electrònics és finit és variada. Per exemple, amb els transistors d'efecte de camp, la capacitat de la porta s'ha de tornar a carregar abans que el transistor canviï. Amb transistors i díodes bipolars, els portadors de càrrega s'han d'eliminar quan s'apaga, la qual cosa retarda el procés d'apagat.

Circuit d'un MOSFET amb càrrega inductiva i díode de roda lliure.

Les pèrdues de commutació només es produeixen durant la commutació i, per tant, només tenen un paper important quan els interruptors de semiconductors es canvien amb freqüència, és a dir, funcionen a una freqüència de commutació elevada. Aquest és especialment el cas dels convertidors DC-DC, ja que una alta freqüència permet components petits com bobines i condensadors. Fins i tot en la tecnologia digital, per exemple en els processadors, molts transistors es commuta a una freqüència molt alta, el que significa que les pèrdues de commutació són determinants per a la pèrdua de potència global del sistema.

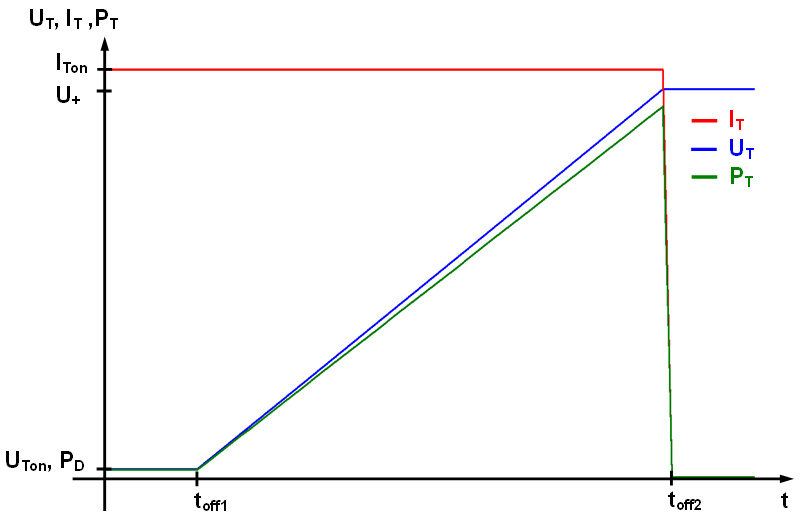
Representació de les relacions de corrent, tensió i potència en apagar un MOSFET amb una càrrega inductiva